# Ze'ev Boim
Pour les articles homonymes, voir Zeev.
 Ze'ev Boim (en hébreu: זאב בוים), né en 1943 à Jérusalem et mort le 18 mars 2011, est un homme politique israélien, ancien député du Likoud et appartenant de fin 2005 à sa mort à Kadima.
D'abord maire de la ville de Kiryat Gat, il est élu à la Knesset à partir de 1996.
Dans la 16e Knesset, il seconde le ministre de la Défense de mars 2003 à janvier 2006 puis devient ministre du Logement et de la Construction puis ministre de l'Agriculture et du Développement rural de janvier à mai 2006. Il est ensuite devenu ministre de l'Intégration des immigrants puis le 4 juillet 2007 ministre de la Construction et du Logement.